# کارمینه کوپولا (بازیکن فوتبال)
کارمینه کوپولا (به ایتالیایی: Carmine Coppola) بازیکن فوتبال و اهل ایتالیا است که از سال ۲۰۰۵ میلادی عضو تیم ملی فوتبال ایتالیا بوده و در ۲ بازی ملی حضور داشته‌است. او در بازی‌های ملی‌اش گلی به ثمر نرساند.